# Múscul serrat menor posterior i superior
El múscul serrat menor posterior i superior (musculus serratus posterior superior) és un dels tres músculs serrats del tronc. Està situat a la part superior del dors. S'estén des de la columna vertebral fins a les primeres costelles.
Té l'origen en la part inferior del lligament cervical posterior, en les apòfisis espinoses de la setena vèrtebra cervical (C7), de les tres primeres dorsals (D1-D3) i dels lligaments interespinosos. Es dirigeix cap avall i cap a fora, i es divideix en tres o quatre prolongacions en forma de dit que s'insereixen en la vora externa de la primera costella i en la cara externa de la vora superior de les costelles segona, tercera i quarta; de vegades, també la 5a costella.
Amb la seva acció, eleva les primeres costelles i és, per tant, un múscul que col·labora en la inspiració.

## Imatges

Posició del serrat menor posterior i superior (en vermell). Animació.
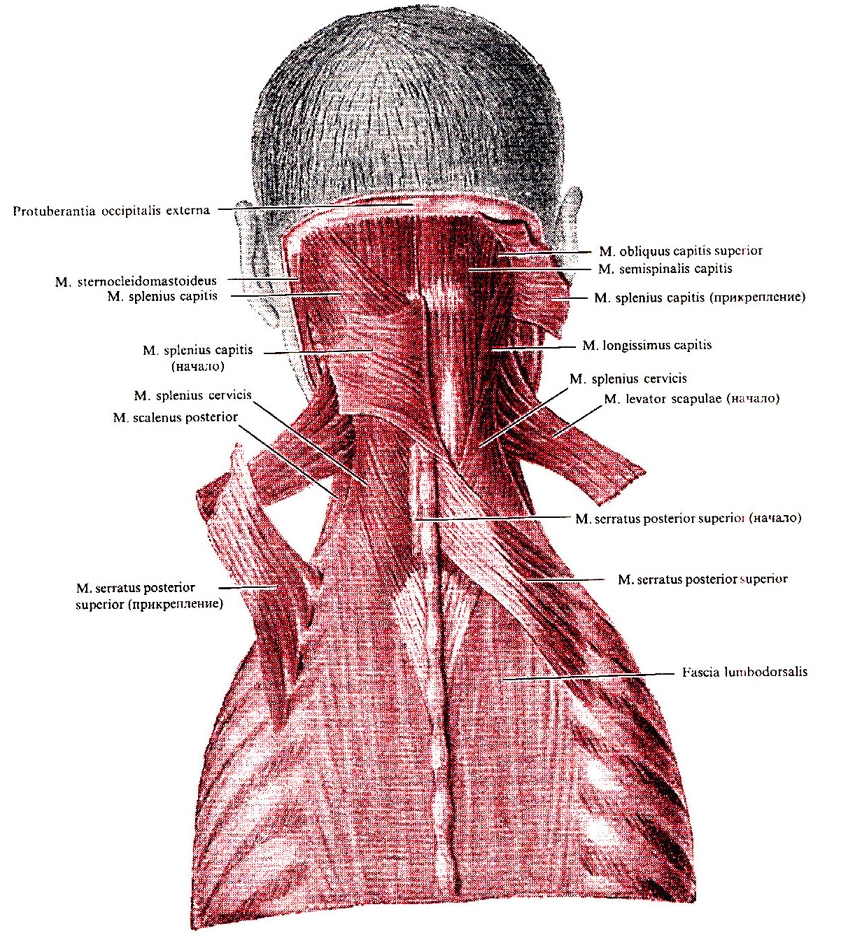
Múscul serrat menor posterior i superior està etiquetat al centreesquerra i centredreta.